# Pahtarivier (Muodos)
Pahtarivier (Zweeds – Fins: Pahtajoki) is een rivier, die stroomt in de Zweedse  gemeente Pajala. De rivier ontvangt haar water uit het Petäjämeer en de Petäjävallei, een moeras. De rivier stroomt naar het oosten en levert haar water in bij de Muodosrivier. Ze is circa negen kilometer lang.
Afwatering: Pahtarivier → Muodosrivier → Merasrivier → Muonio → Torne → Botnische Golf